# Joe Deakin
Joseph Edmund (Joe) Deakin (Shelton, 6 februari 1879 - Dulwich, 30 juni 1973), was een Brits atleet.

## Biografie
Deakin won tijdens Olympische Zomerspelen 1908 in eigen land de gouden medaille met het Britse 3 mijlteam. Deakin Liep wedstrijden tot zijn 90ste verjaardag.

## Palmares

### 1500m
- 1908: 6e OS - 4.09,6

### 3 mijl team
- 1908:  OS - 6 punten

### 5 mijl
- 1908: Series OS -